# Jovan Iskrić
Jovan Iskrić (nemško Johann Iskric), častnik, * 3. marec 1884, Karlsdorf na Ogrskem (sedaj Banatski Karlovac, Srbija), † 14. junij 1961 Zagreb, Hrvaška.
Bil je oficir v avstro-ogrski vojski, kasneje tudi v jugoslovanski in hrvaški vojski, borec na soški fronti, prejemnik viteškega križa vojaškega reda Marije Terezije.

## Vojaška kariera
S štirinajstimi leti je vstopil v pehotno kadetsko šolo v Liebenau pri Gradcu, iz katere je bil 18. avgusta 1902 kot kadetski oficir namestnik (praporščak) dodeljen 86. ogrskemu pehotnemu polku Freiherr von Steininger. Z njim se je kot nadporočnik in komandant čete odpravil v prvo svetovno vojno. Boril se je na balkanskem bojišču. S prestreljenimi pljuči se je tri mesece zdravil v bolnišnici, nato se je vrnil na isto bojišče. V januarju 1915 je postal stotnik. Ko je leta 1915 Kraljevina Italija vstopila v vojno, je bil premeščen na soško fronto. V 11. soški bitki je tako uspešno poveljeval ogrskemu kraljevemu nagyvaradskemu (danes Oradea, Romunija) črnovojniškemu bataljonu (Landsturm-Bataillon) V/4., da so mu v priznanje dodelili viteški križ - vojaško odlikovanje reda Marije Terezije. Po razpustitvi avstro-ogrske vojske je Iskrić služil v jugoslovanski vojski, nato pa je leta 1941 postal polkovnik hrvaške (NDH) vojske. Leta 1944 so mu dodelili čin generala.

### Obramba na Soči pri Avčah
V začetku 11. bitke na Soči je segalo južno krilo XV. korpusa do ruševin naselja Loga (danes del Bodreža), 3 kilometre severno od Kanala. Samo kratek del fronte - komaj kak kilometer - je potekal med naseljem Loga in Avčami vzdolž reke, potem pa je fronta zavila v pravem kotu na zadnji visoki planoti Loma stran od reke. Za prvo frontno črto "U", zasedenim s tremi četami črnovojniškega bataljona V/4, je bila postavljena druga, tako imenovana zapora "R", ki se je raztezala s kote Fratta (555 metrov) do severnega roba Avč in se tu združila s črto "U". Izpostavljeni spodnji odsek ob obali Soče je tvoril pomemben vogalni steber obrambe in je bil zato eden glavnih ciljev napada Italijanov, ko se je 17. avgusta 1917 začela bitka.
Kot poveljnik črte "U" (in od drugega dne bitke tudi zapornega položaja) je stotnik Iskrić, ki je poveljeval svojemu bataljonu (ki so mu bili odslej taktično podrejeni tudi oddelki 37. strelskega polka (Schützen-Regiment) in črnovojniškega bataljona IX/19, razporejeni okrog Avč šele dva tedna), razpolagal skupno s sedmimi četami in polovico pionirske čete. Ker so bili delno sestavljeni iz delov prejšnjih čet in iz starejših mož, glede borbenosti in oborožitve niso bili nikakor enakovredni italijanskim. Pod vodstvom stotnika so uspeli vztrajati v tridnevnem hudem boju, dokler jim ni uspelo (s pripeljanimi svežimi močmi) na visoki planoti Loma vzpostaviti strnjene obrambne fronte.
V noči na četrti dan bitke, 20. avgusta, je uspelo Italijanom izsiliti prehod čez Sočo, nedaleč od naselja Loga. Zato je moral Iskrić levo krilo s črte "U" umakniti na črto "R". Od tod ga ni moglo pregnati niti neposredno topovsko obstreljevanje, niti ponavljajoči se napadi, kljub temu, da sta bila obkoljena že oba krila njegovega položaja. Ko je nato nasprotnik dobil okrepitve, na Iskrićevi strani pa jih ni bilo pričakovati, in ko je število izgub začelo nevarno naraščati, je postal položaj braniteljev brezupen. Poveljstvo brigade je zato Iskriću dovolilo, da se iz utrdbe, ki je ni bilo mogoče več obdržati, umakne. »Nikoli,« je odgovoril Iskrić po žici, ki se je takoj zatem pretrgala.
Čez dan so Italijani pridobili na prostoru v sosednjem, severnem odseku. Tedaj je postalo ponovno zavzetje spodnjega odseka Avč, čigar posadka se je zmanjšala na tretjino prvotne moči, resnično nemogoča. Zato je poveljstvo brigade ukazalo njegovo izpraznitev v naslednji noči. Dalo pa je priznanje za trdno vztrajnost vseh čet, podrejenih stotniku Iskriću. Za poveljevanje v tej bitki je stotnik Iskrić prejel viteški križ reda Marije Terezije.
Iskrić je umrl 14. junija 1961. Pokopan je na pokopališču Mirogoj v Zagrebu.

### Napredovanja
Avstro-ogrska vojska
- Kadettoffiziers-stellvertreter (kadetski oficir namestnik) avgust 1902[3]
- Leutnant (poročnik) november 1903[6]
- Oberleutnant (nadporočnik) maj 1910[7]
- Hauptmann (stotnik) januar 1915[8]

Hrvaška vojska
- polkovnik[3]
- general (30. oktober 1944)[4]

### Odlikovanja
Avstro-Ogrska
- viteški križ reda Marije Terezije (187. promocija: 10. junij 1921)[9]
- viteški križ Leopoldovega reda (14. november 1917)
- Karlov četni križ (18. junij 1917)
- srebrna medalja za zasluge (7. december 1916 in 2. julij 1917)
- bronasta medalja za zasluge (8. maj 1916)
- križ za zasluge (25. oktober 1915)
- ranjeniška medalja